# Station Kamień Pomorski
Station Kamień Pomorski is een spoorwegstation in de Poolse plaats Kamień Pomorski (Duits: Cammin) aan de lijn naar Wysoka Kamieńska. 
De spoorlijn van Wysoka Kamieńska (Wietstock (Pommern)) naar Trzebiatów (Treptow (Rega)) is in 1945 door het Rode Leger ontmanteld. Alleen het gedeelte naar Wysoka Kamieńska is hersteld en in 1947 heropend.